# Cliciova, Timiș
Cliciova este un sat în comuna Bethausen din județul Timiș, Banat, România. Are haltă la calea ferată Lugoj-Ilia. Distanța pe cale ferată până la municipiul Lugoj este de 22 km iar până la orașul Făget sunt 18 km.

## Personalități
- Gheorghe Petrovici (1862 - 1927), preot, protopop, teolog, istoric, membru corespondent al Academiei Române.
- Iosif Popovici (1876 - 1928), filolog, deputat în Marea Adunare Națională de la Alba Iulia 1918

## Legături externe

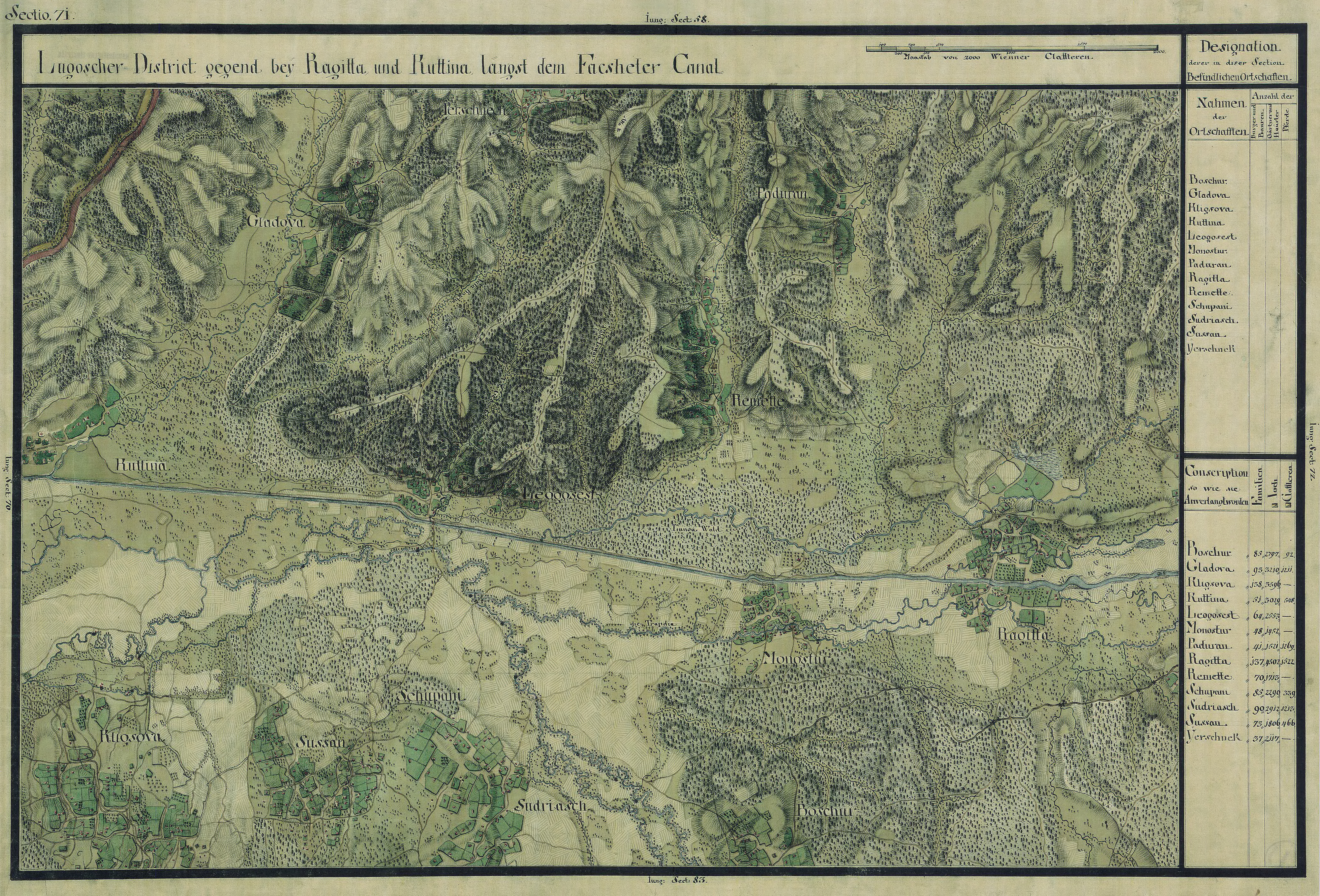
Cliciova în Harta Iosefină a Banatului, 1769-72